# Desk research
La desk research (o ricerca a tavolino) consiste nella ricerca, valutazione ed eventuale rielaborazione di informazioni già raccolte da altri.
Queste informazioni derivano soprattutto da fonti esterne all'azienda (istituzioni pubbliche, associazioni di categoria, stampa specializzata, database commerciali, istituti di ricerca di marketing, internet), o da fonti interne all'azienda (come bilanci e statistiche di vendita).
La desk research è particolarmente utile nella fase preliminare dei progetti, quando le idee non sono ancora ben chiare e si cercano dati che permettano di inquadrare bene opportunità e rischi delle iniziative.
Se il prodotto o il servizio offerti dall'azienda sono molto innovativi però, o se l'azienda ha una domanda molto particolare, è possibile che non esistano informazioni già raccolte da altri. In questo caso l'unico modo per raccogliere dei dati è la field research (o ricerca sul campo), che consiste nella creazione di nuove informazioni attraverso interviste, questionari, focus group, ecc.
Grazie ai motori di ricerca web si hanno maggiori possibilità di condurre una desk research senza dover pagare diritti al database dei prestatori di ricerca.